# Aitaira
Aitaira (abchaziska: Аиҭаира, väckelse) är ett politiskt parti från Abchazien. Partiet leds av den nuvarande vice premiärministern Leonid Lakerbaia.
Aitaira stödde den nuvarande premiärministern (och tillförordnade presidenten) Alyksandr Ankwab i presidentvalet år 2004, men när han lade ned sin kandidatur slöt sig Aitaira an med Förenade Abchazien och Amtsachara som stödde den blivande presidenten Sergej Bagapsj. Kort därefter utsågs Ankwab till premiärminister.